# Wilhelm Hirsch (Politiker, 1873)
Wilhelm Hirsch (* 2. März 1873 in Langsdorf (Lindholz); † unbekannt) war ein deutscher Politiker (SPD).

## Leben
Hirsch war Lagerhalter in Bad Sülze, wo er auch im Vorstand der örtlichen Krankenkasse saß. 1918 war er Vorsitzender des Arbeiterrats von Bad Sülze und seit Dezember 1918 Mitglied der Bürgervertretung. 1919 wurde er Mitglied des Verfassunggebenden Landtags von Mecklenburg-Schwerin und anschließend Mitglied im ersten ordentlichen Landtag von Mecklenburg-Schwerin. 